# Cappella di San Lorenzo (Celle Ligure)
La cappella di San Lorenzo è un luogo di culto cattolico situato nella zona di Ferrari, in via Ferrari, nel comune di Celle Ligure in provincia di Savona.

## Storia e descrizione

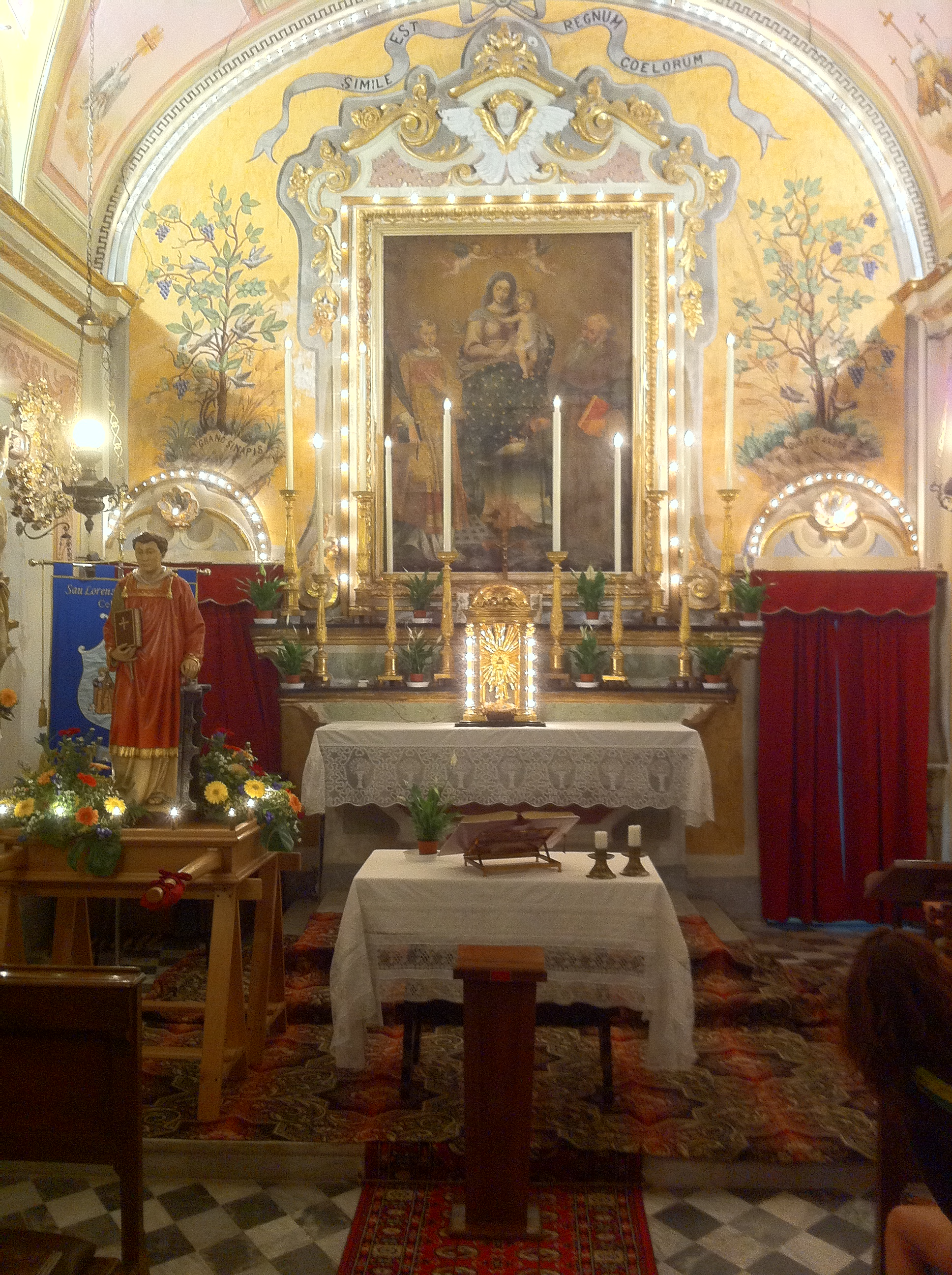
Il presbiterio

Sul sagrato in ciottoli bianchi e neri è riportata la data del 1902. Non è certo che sia la data di costruzione, ma dallo stile architettonico si deduce comunque che l'edificio sia stato realizzato tra la fine dell'Ottocento e gli inizi del Novecento.
La cappella è a navata unica con volta a botte, presbiterio quadrato e piccolo campanile a cavaliere.
L'interno è decorato con pitture e stucchi. Sopra l'altare in pietra e calce spicca una tela raffigurante la Vergine con san Lorenzo e sant'Antonio Abate.